# Датуми старог и новог календара
Стари календар (СК) и нови календар (НК) означавају системе за упознавање пре и после промене календара, респективно. Обично се односе на промену са јулијанског на грегоријанског календара који је усвојен у разним европским земљама између 1582. и 1923. године. 
У Енглеској, Велсу, Ирској и британским америчким колонијама дошло је до две промене календара, обе 1752. године. Први је прилагодио почетак нове године са 25. марта (Дан Госпе, празник Благовести) на 1. јануар, промену коју је Шкотска направила 1600. године. Други је одбацио јулијански календар у корист грегоријанског, прескочивши 11 дана у септембру да то учини. Да би прилагодили две промене календара, писци су користили двоструко датирање да идентификују дати дан дајући његов датум према оба стила датирања.
За земље као што је Русија у којима није дошло до прилагођавања на почетку године, СК и НК једноставно указују на јулијански и грегоријански систем датирања, респективно.